# 加尔什
加尔什（法語：Garches，法語發音：[ɡaʁʃ] ⓘ）是法国法兰西岛大区上塞纳省的一个市镇，属于楠泰尔区。

## 地理
加尔什（48°50'44"N, 2°11'13"E）面积2.69 平方千米，位于法国法蘭西島大區上塞纳省，该省份为法国北部内陆省份，毗邻巴黎。
与加尔什接壤的市镇（或旧市镇、城区）包括：马尔讷拉科凯特、沃克勒松、吕埃-马尔迈松、圣克卢。

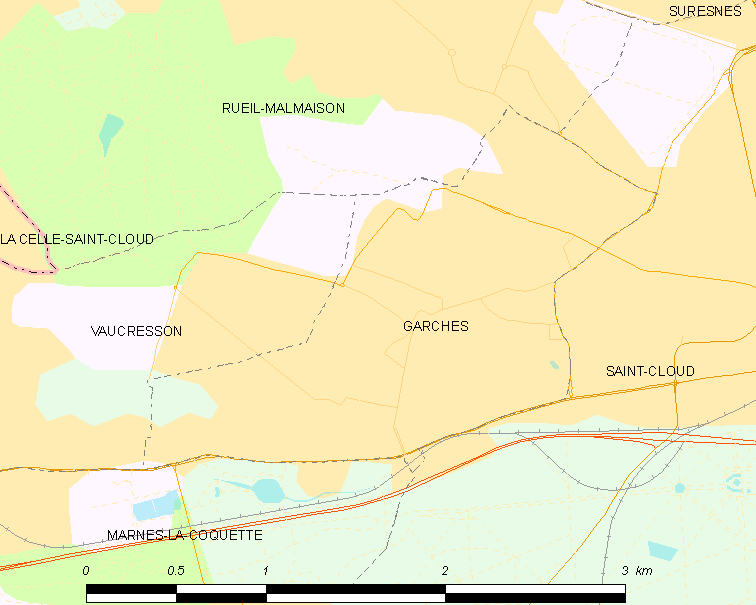
加尔什的OSM定位图

加尔什的时区为UTC+01:00、UTC+02:00（夏令时）。

## 行政
加尔什的邮政编码为92380，INSEE市镇编码为92033。

## 政治
加尔什所属的省级选区为圣克卢县。

## 人口

1962-2008年间加尔什人口变化图示

加尔什于2022年1月1日时的人口数量为17705人。